# August Block
August Block (* 16. Dezember 1877 in Bolsehle; † 12. Dezember 1956 in Gronau) war ein deutscher Landwirt und Politiker (DP).

## Leben und Beruf
Block wurde als Sohn eines Landwirts geboren. Nach dem Besuch der Volksschule und des Gymnasiums absolvierte er eine landwirtschaftliche Ausbildung und arbeitete anschließend auf dem elterlichen Hof. Er bildete sich an einer Landwirtschaftsschule fort, war danach als landwirtschaftlicher Beamter tätig und bewirtschaftete später als Domänenpächter verschiedene Güter. 1929 übernahm er als Pächter, ab 1931 als Eigentümer das Rittergut Banteln. Als Pächter des Rittergutes Enzen war er von 1931 bis 1945 Vorsitzender verschiedener Pächterverbände, unter anderem des Preußischen Domänenpächterverbandes. Nach dem Zweiten Weltkrieg war er als Mitarbeiter beim Landratsamt in Alfeld an der Leine tätig.

## Politik
Block hatte sich zunächst der Freikonservativen Partei angeschlossen. Während der Zeit der Weimarer Republik trat er in die DNVP ein. Seit 1946 war er Mitglied der Niedersächsischen Landespartei (NLP), aus der später der niedersächsische Landesverband der DP hervorging.
Block war nach 1945 Ratsmitglied der Gemeinde Banteln. Er gehörte 1946 dem Ernannten Hannoverschen Landtag an und war dann Mitglied des Ernannten Niedersächsischen Landtages. 1947 wurde er in den Niedersächsischen Landtag gewählt, dem er bis zu seiner Mandatsniederlegung am 27. Februar 1952 angehörte. Die gesamte Zeit über war er Alterspräsident des Landtages.
Block wurde am 23. August 1946 als niedersächsischer Minister für Ernährung und Landwirtschaft in die von Ministerpräsident Hinrich Wilhelm Kopf geführte Regierung des Landes Hannover berufen und nach der Bildung des Landes Niedersachsen am 25. November 1946 als Minister für Ernährung, Landwirtschaft und Forsten in die neugebildete Landesregierung übernommen. Aufgrund der Bildung einer Koalition aus SPD, CDU und Zentrum schied er am 9. Juni 1948 aus der Regierung aus.
Er war Mitglied des Niedersächsischen Landtages in der 1. und 2. Wahlperiode vom 20. April 1947 bis zum 27. Februar 1952, vom 13. Mai 1947 bis zum 27. Februar 1952 zugleich Alterspräsident des Niedersächsischen Landtages. Vom 28. März 1951 bis zum 27. Februar 1952 war er Mitglied der DP/CDU-Fraktion.

## Ehrungen
- 1952: Großes Verdienstkreuz der Bundesrepublik Deutschland